# Brits
Brits – miasto w Republice Południowej Afryki, w Prowincji Północno-Zachodniej.
Zostało założone w roku 1924, w miejscu dawnej farmy Roode Kopjes (pol. czerwone wzgórza). Nazwę miasta wzięto od nazwiska właściciela farmy, którym był Johannes Nicolaas Brits.
Miasto położone jest w rejonie uprawy owoców cytrusowych i nawadniane wodami zbiornika utworzonego przed tamą Hartbeespoort Dam. Miasto jest także rejonem przemysłowym i jednym z dwóch głównych miejsc wydobycia platyny w kraju i na świecie. W pobliżu Brits położona jest także kopalnia wanadu. Leży blisko stolicy kraju, Pretorii.